# ブレシア
ブレシア（伊: Brescia ( 音声ファイル)）は、イタリア共和国ロンバルディア州にある都市で、その周辺地域を含む人口約20万人の基礎自治体（コムーネ）。ブレシア県の県都であり、ロンバルディア州では2番目に人口の多い都市である。ブレーシャなどとも表記される。
ローマ時代にはブリクシアと呼ばれ、アルプス以北との交易で栄えた歴史を持つ。市内には古代から中世にかけての遺跡や歴史的建築物が多く残っており、ランゴバルド王国が遺した修道院はユネスコの世界遺産に登録されている。また、ブレシアはイタリア有数の工業地帯の中心都市であり、機械工業や製鉄業が盛んである。中世以来の金属加工と武器製造の伝統を有し、兵器生産地としても知られる。

## 名称
Brescia は [ˈbreʃʃa] または [ˈbrɛʃʃa] と発音される。日本語文献では「ブレシア」のほか、「ブレーシャ」、「ブレッシア」、「ブレシャ」、「ブレッシャ」などとも表記される。
標準イタリア語以外では以下の名称を持つ。
- ロンバルド語ブレシア方言 (it) : Brèsa [10]
- ラテン語: Brixia （ブリクシア）

## 地理

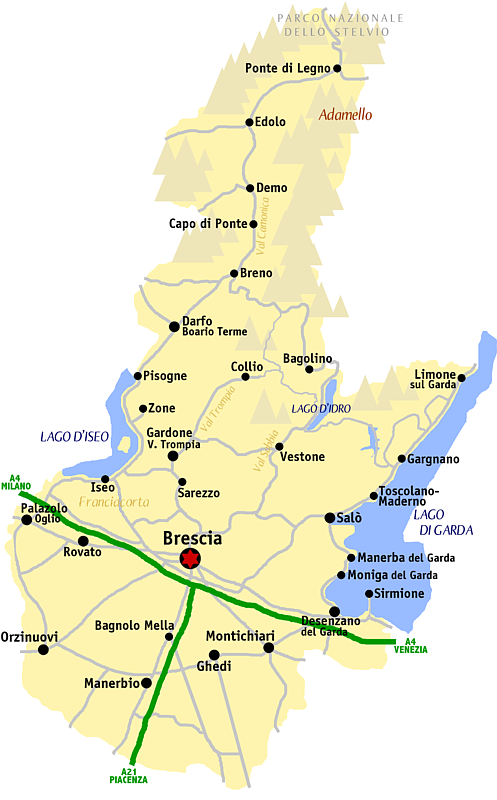
ブレシア県概略図

### 位置・広がり
ブレシア県南部のコムーネである。ブレシアの市街は、ベルガモから東南東へ45km、クレモナから北北東へ48km、ヴェローナから西へ62km、州都ミラノから東へ80kmの距離にある。

#### 隣接コムーネ
隣接するコムーネは以下の通り。
| - コッレベアート - 北 - コンチェージオ - 北 - ボヴェッツォ - 北 - ナーヴェ - 北東 - ボッティチーノ - 東 - レッツァート - 東南東 - カステネードロ - 南東 - ボルゴサトッロ - 南 - サン・ゼーノ・ナヴィーリオ - 南 - フレーロ - 南南西 - カステル・メッラ - 南西 - ロンカデッレ - 西 - グッサーゴ - 北西 - チェッラーティカ - 北西 |

### 地勢
ポー平原の都市である。ヴァル・トロンピア (it:Val Trompia) の出口、マッダレーナ山 (it:Monte Maddalena) の麓に位置しており、メッラ川 (it:Mella (fiume))  とナヴィリオ運河  (it:Naviglio di Brescia) に挟まれている。

### 主要な市街
ブレシアの旧市街地は四角形で、道路は直交している。これは、ローマ時代の都市計画を受け継いだものである。中世には、ローマ時代の都市よりやや広い範囲が城壁で囲まれた。現在の"Centro storico"と呼ばれる地域の北東部を占める。

### 地震分類
イタリアの地震リスク階級 (it) では、2 に分類される
。

## 歴史
ローマ時代以前に起源を持つ。ローマ時代にはブリクシア (it:Brixia) の名で呼ばれ、アルプス以北との交易で栄えた。
キリスト教国家となった時代の西暦568年（または569年とする説がある）にブレシア周辺は、ランゴバルド王国の支配下に入った。その後、774年にフランク王国のカール大帝に征服された。
12世紀初頭に自治都市となり、その後は農村地帯まで支配の拡大を図った。そのため、周辺の都市ベルガモやクレモナと対立した。クレモナとは二度の戦争を起こし、いずれも勝利を収めた。
なお、1769年には、聖ナザロ教会の通廊に保管されていた80トンの火薬が落雷により引火、街の2割弱が吹き飛ばされる大損害を受けている（ブレシア大爆発）。そのため、教会に避雷針を設置することを許可するようになったきっかけが、この事件という説もある。
1849年春には、オーストリアの支配に対する反乱が発生した（ブレシアの十日間）。この時のブレシア市民の戦いから、ブレシアの街は「イタリアの雌獅子（Leonessa d'Italia）」の美称で呼ばれる。

## 社会

### 経済・産業
イタリア有数の工業地帯の中心都市であり、機械工業や自動車エンジニアリング、工作機械工業が盛んである。多くの工場は家族経営の中小企業である。
中世以来の武器製造の伝統を有し、現代においてもブレシアはイタリアの代表的な兵器生産地である。ブレシアとその周辺には、ベレッタ（本社: ガルドーネ・ヴァル・トロンピア）、ブレーダ・メッカニカ・ブレシャーナ（本社: ブレシア）など多くの銃器メーカーが本拠を置いている。ブレシアでは毎年兵器の見本市が開催されている。
金融業もさかんである。また、ガルダ湖やイゼーオ湖、アルプス山脈に向かう観光客を相手にした産業でも潤っている。

## 文化・観光

### 観光地

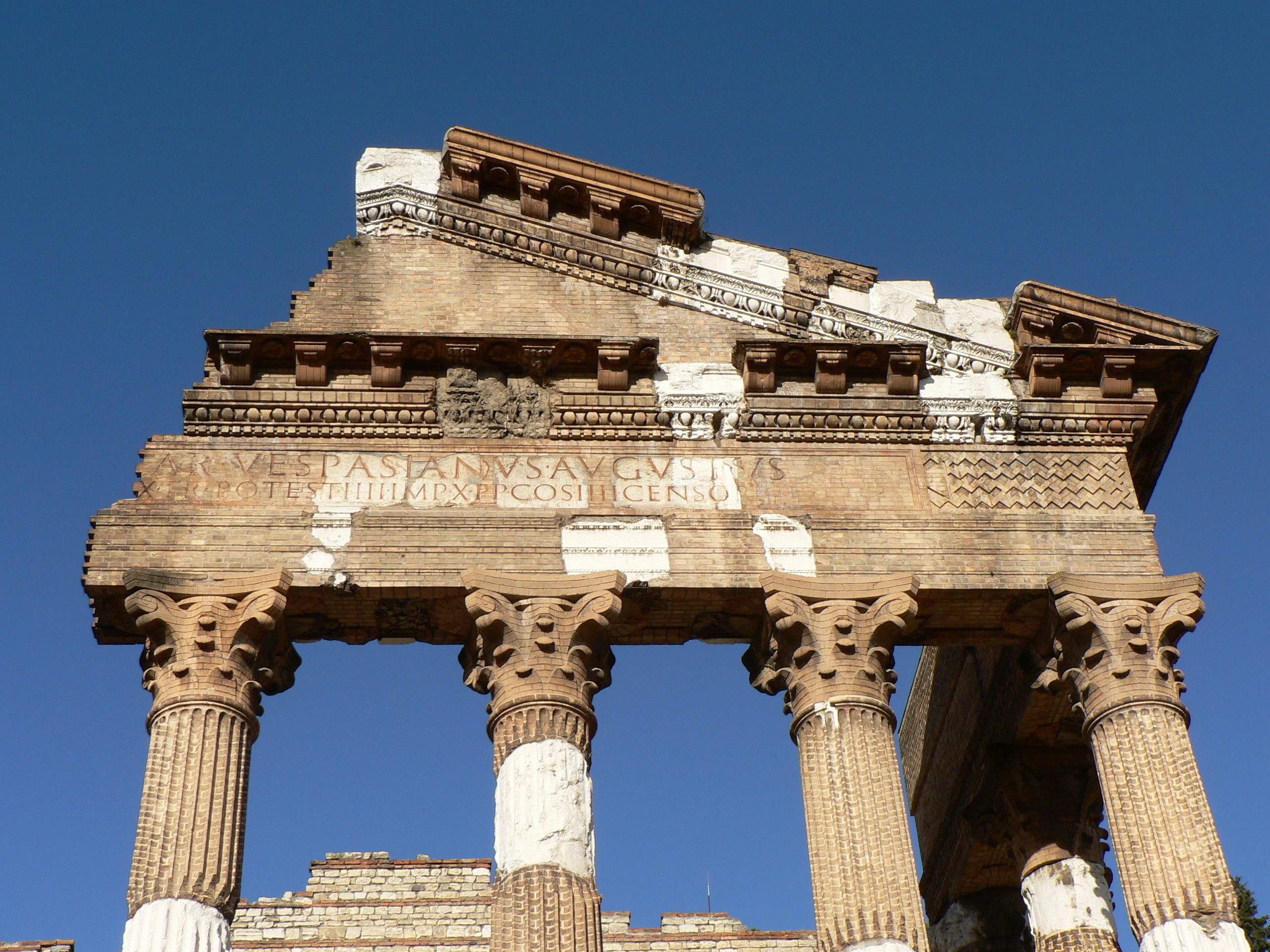
カピトリウム神殿の遺跡

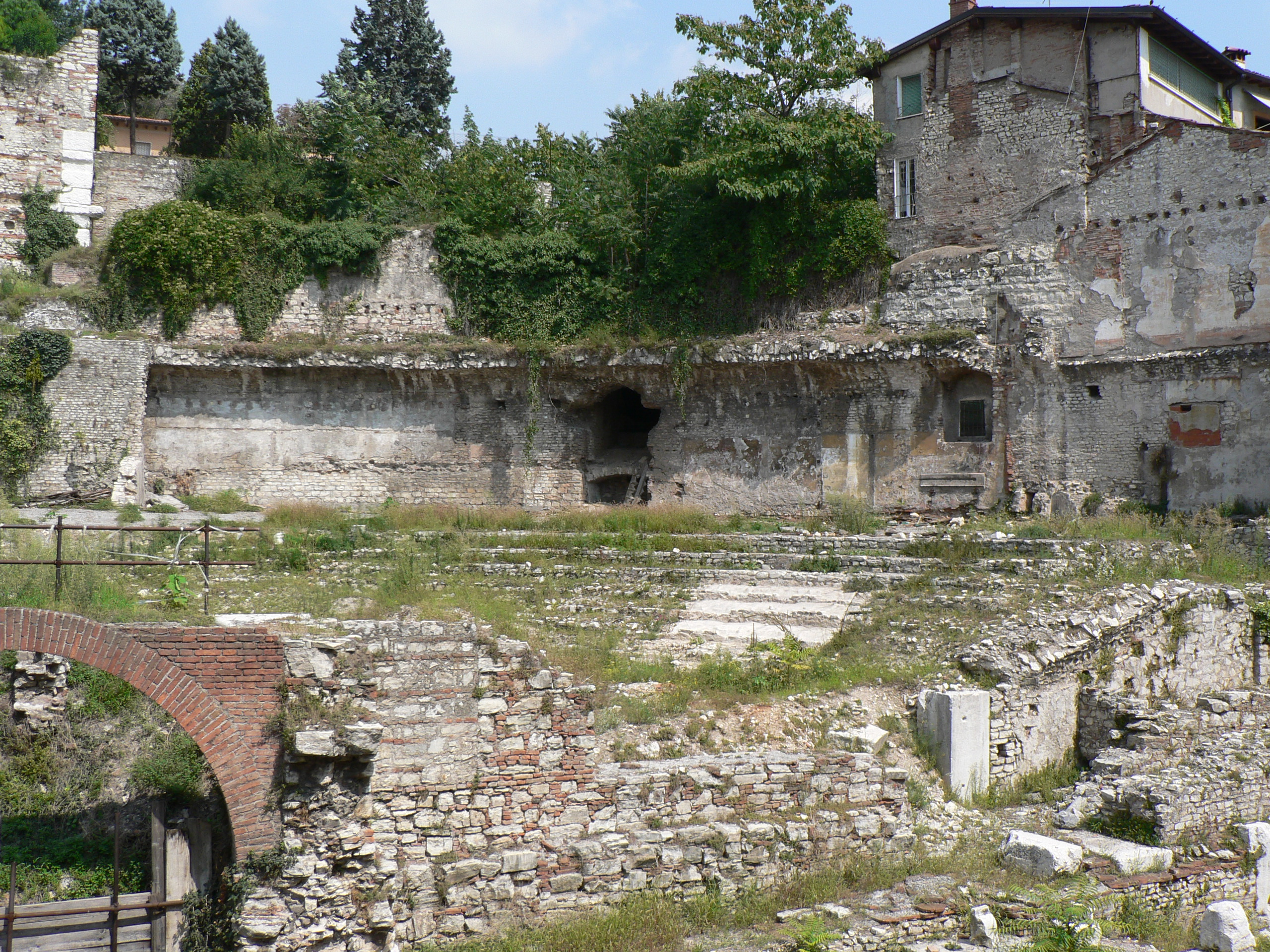
ローマ時代の劇場遺跡

フォロ広場 (it:Piazza del Foro) は、ローマ時代のフォルムの跡である。広場の北側、 Colle Cidneo の丘には、カピトリウム (it:Capitolium (Brescia)) と呼ばれるコリント式の神殿がある（1823年に再発見された）。この神殿の複合体のうち、小さいものは共和政時代にさかのぼり、大きなものはウェスパシアヌス帝によって西暦73年に建設されたと考えられている。1826年の発掘で、カピトリウム内からニケの素晴らしい銅像が発見された。古代後期、この都市を見舞った様々な災厄から守るために隠されていたものと考えられている。
カピトリウムは、ブレシア・ローマン博物館として使用されていたが、博物館はサンタ・ジュリア女子修道院の近くに移転している。サンタ・ジュリア女子修道院 (it:Monastero di Santa Giulia) はかつて有力な女子修道院であり、ロンバルディア王国の時代にはデシデリウス王 (Desiderius) の王女であるアンセルペルガ (Anselperga) が修道院を率いていた。「サン・サルヴァトーレとサンタ・ジュリアの修道院建造物群を含む記念建造物地域」は、ユネスコの世界遺産「イタリアのロンゴバルド族:権勢の足跡 (568-774年)」の一部を構成している。
カピトリウムの東にはローマ劇場の遺跡がある。ルネサンス期に Colle Cidneo の丘の斜面に宮殿が建設されたために、劇場の遺跡で残っているのは一部だけである。
中世の代表的な建築物としては、ブレシア城 (it:Castello di Brescia) がある。

## スポーツ

### サッカー
プロサッカークラブチームとして、ブレシア・カルチョが本拠を置く。ホームスタジアムはスタディオ・マリオ・リガモンティ。

### モータースポーツ
レーシングチームBMSスクーデリア・イタリアの本拠・ファクトリーがある。1988年から1993年の6シーズンはフォーミュラ1に参戦した。

## 姉妹都市
- ベツレヘム （パレスチナ）
- ダルムシュタット （ドイツ）
- ログローニョ （スペイン）
- 深圳市 （中国）

## 交通

### 道路
高速道路
- アウトストラーダ A4
- アウトストラーダ A21

国道
- SS11  (it:Strada statale 11 Padana Superiore)
- SS45bis  (it:Strada statale 45 bis Gardesana Occidentale)
- SS235  (it:Strada statale 235 di Orzinuovi)
- SS345  (it:Strada statale 345 delle Tre Valli)
- SS510  (it:Strada statale 510 Sebina Orientale)

### 鉄道
- ブレシア地下鉄

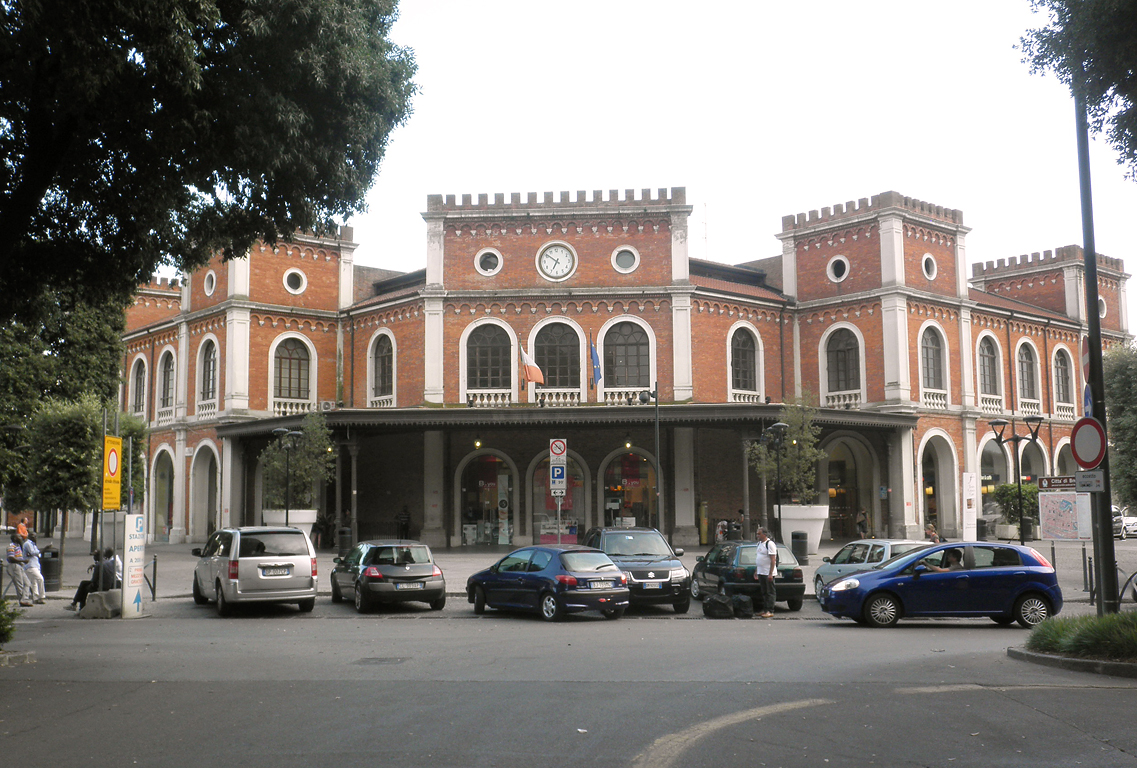
ブレシア駅

- ミラノ＝ヴェネツィア線  (it:Ferrovia Milano-Venezia) 
  - ブレシア駅 (it:Stazione di Brescia)
- ベルガモ＝ブレシア線  (it:Ferrovia Bergamo-Brescia)
- パルマ＝ブレシア線  (it:Ferrovia Parma-Brescia)
- ブレシア＝クレモナ線  (it:Ferrovia Brescia-Cremona)
- ブレシア＝イゼーオ＝エードロ線  (it:Ferrovia Brescia-Iseo-Edolo)

### 空港
郊外のモンティキアーリにブレシア空港 (Brescia Airport) （ブレシア＝モンティキアーリ空港、あるいはガブリエーレ・ダンヌンツィオ空港）がある。

## 人物

### 著名な出身者
- ニコロ・フォンタナ・タルタリア - 16世紀の数学者・工学者。
- ビアージョ・マリーニ - 17世紀、バロック音楽初期の作曲家。
- フランチェスコ・ラナ・デ・テルツィ - 17世紀の聖職者、発明家。
- ジュゼッペ・ザナルデッリ - 19-20世紀初頭の政治家、イタリア王国首相。
- フランチェスコ・フィリピーニ - 画家。
- マリオ・チェッキ・ゴーリ - 映画プロデューサー。
- エツィオ・ガンバ - 柔道選手・指導者。